# Bell Challenge 1996 - Singolare
Il singolare del Bell Challenge 1996 è stato un torneo di tennis facente parte del WTA Tour 1996.
Brenda Schultz era la detentrice del titolo, ma ha perso nei quarti di finale contro Lisa Raymond.
Lisa Raymond ha battuto in finale 6–4, 6–4 Els Callens.

## Teste di serie
1. Brenda Schultz (quarti di finale)
2. Elena Lichovceva (semifinali)
3. Amy Frazier (secondo turno)
4. Kimberly Po (quarti di finale)

1. Lisa Raymond (campionessa)
2. Florencia Labat (quarti di finale)
3. Nana Miyagi (primo turno)
4. Lindsay Lee (primo turno)

## Tabellone

### Legenda
| - Q = Qualificato - WC = Wild card - LL = Lucky loser | - ALT = Alternate - SE = Special Exempt - PR = Protected Ranking | - w/o = Walkover - r = Ritirato - d = Squalificato |